# Миусский округ
Миусский округ — административная единица Области Войска Донского Российской империи.
Административный центр — слобода Голодаевка.

## География
Миусский округ занимал 11449 кв. верст и находился в юго-западной части области.

## История
В соответствии с «Положением о войске Донском» 1835 года Войско Донское было разделено на 7 округов: Черкасский, 1-й Донской, 2-й Донской, Усть-Медведицкий, Донецкий, Хопёрский, Миусский.
В 1888 году был образован Ростовский округ, а Миусский округ, объединённый с Таганрогским градоначальством, получил наименование Таганрогского.

## Административное деление
В состав Миусского округа входили:
- Алексеево-Орловская волость
- Амвросиевская волость
- Андреевская волость
- Артёмовская волость
- Астаховская волость
- Голодаевская волость
- Грабовская волость
- Дарьевская волость
- Дмитриевская волость
- Зуевская волость
- Картушинская волость
- Кузнецово-Михайловская волость
- Мариновская волость
- Матвеево-Курганская волость
- Нагольно-Тарасовская волость
- Ровенецкая волость
- Степановско-Крынская волость
- Успенская волость